# Кротошинский повет
Кротошинский повет (пол. Powiat krotoszyński) — повет (район) в Польше, входит как административная единица в Великопольское воеводство. Центр повета — город Кротошин. Занимает площадь 714,23 км². Население — 77 664 человека (на 31 декабря 2015 года).

## Административное деление
- города: Сульмежице, Кобылин, Козмин-Велькопольски, Кротошин, Здуны
- городские гмины: Сульмежице
- городско-сельские гмины: Гмина Кобылин, Гмина Козмин-Велькопольски, Гмина Кротошин, Гмина Здуны
- сельские гмины: Гмина Роздражев

## Демография
Население повета дано на 31 декабря 2015 года.
| Перепись            | Всего | Мужчины | Женщины |
| ------------------- | ----- | ------- | ------- |
| Всего               | 77664 | 38167   | 39497   |
| Городское население | 46499 | 22545   | 23954   |
| Сельское население  | 31165 | 15622   | 15543   |